# FK Tauras Tauragė
Le FK Tauras Tauragė est un club lituanien de football basé à Tauragė. Il dispute actuellement le championnat de première division lituanien, la A-Lyga.

## Historique
- 1942 : fondation du club sous le nom de FK Tauras Tauragé
- 1990 : le club est renommé Elektronas Tauragé
- 1992 : le club est renommé Tauras-Karsuva Tauragé
- 1992 : le club est renommé Tauras Tauragé

## Palmarès
- Championnat de Lituanie de football (1)
  - Champion : 1987

- Coupe de Lituanie de football
  - Finaliste : 1989, 2009

## Grands joueurs
- Darius Regelskis